# Roy Gardner
Roy G. Gardner (Trenton, 5 gennaio 1884 – San Francisco, 10 gennaio 1940) è stato un criminale statunitense.
Un tempo era considerato il detenuto più abile nell'arte dell'evasione degli Stati Uniti. Sembra sia stato in grado di evadere lo stesso giorno in cui fu portato in ogni singola prigione. Fu artefice di diversi furti, in diverse banche, dalle quali rubò più di un milione di dollari in contanti in presenza della sicurezza. Gli fu affibbiata, per tre volte in meno di un anno, una taglia pari a 5000 $. Fu considerato anche uno dei detenuti più pericolosi della storia presenti nella prigione di Atlanta, e fu nominato dai giornali locali della costa Ovest degli Stati Uniti, con diversi soprannomi: "Il Bandito Sorridente" ("Smiling Bandit"), "Il Bandito del Treno Postale" ("Mail Train Bandit"), "Il Re Artista delle Fughe" ("King of the Escape Artists"). Fu molto conosciuto nelle varie prigioni americane e fu uno dei detenuti più noti di Alcatraz.
Venne ricercato a lungo nella Costa del Pacifico. Una leggenda locale riteneva che fu il primo ad evadere dal penitenziario dell'Isola di McNeil, smentita dal fatto che l'Isola di McNeil fu protagonista di precedenti evasioni, circa una dozzina, ancor prima della nascita di Gardner. Al contrario di Alcatraz, l'Isola di McNeil non venne mai considerata un'isola sicura perché il carcere non aveva un muro, dunque per qualunque carcerato era più facile scappare. Nel 1921 Gardner era il bandito più ricercato di tutti gli Stati Uniti. Fuggì due volte dai poliziotti che lo avevano appena arrestato, e per due volte prese in ostaggio dei marescialli federali. Poiché operava come bandito solitario, il suo nome è stato quasi del tutto dimenticato in tempi recenti.

## Biografia

### I primi anni
Roy Gardner nacque nel 1884 nella fattoria dei genitori, a Trenton (Missouri). Crebbe a Colorado Springs, dove suo padre era elettricista. Iniziò a lavorare all'inizio del XX secolo, per un rodeo e poi come minatore. Si arruolò, probabilmente per evitare di scivolare nel mondo del crimine, che aveva appena conosciuto, ma  si ritirò dall'esercito nel 1906 trasferendosi in Messico.
La sua professione criminale ebbe inizio durante la Rivoluzione messicana. Contrabbandò e negoziò armi per gli uomini di Carranza, ma fu catturato dai soldati dell'allora presidente messicano, Huerta. Fu processato e condannato a morte, ma il 29 marzo 1909, giorno che precedeva la sua esecuzione, riuscì a fuggire dalla prigione del Messico insieme ad altri tre prigionieri americani, dopo aver stordito le sentinelle.
Tornò nuovamente negli Stati Uniti, dove diventò pugile, un buon pugile, fino ad arrivare ad affrontare il campione dei pesi massimi James J. Jeffries al Ben Lemond Training Camp a Reno durante l'estate 1910. Negli anni successivi arrivò a San Francisco, dove perse con il gioco d'azzardo  tutto il denaro guadagnati grazie alla sua carriera pugilistica.
Derubò un negozio di gioielli, presso Market Street. Fu arrestato e portato al carcere di San Quintino, ma la giustizia lo graziò dato che aveva in precedenza salvato la vita ad un agente di custodia durante una violenta insurrezione. Uscito di prigione, Gardner si assicurò un lavoro come saldatore presso il Mare Island Naval Shipyard, si sposò ed ebbe una figlia.

### Carriera di furti
Gardner perse al gioco d'azzardo, tutto il denaro guadagnato in un viaggio d'affari a Tijuana. Nella notte del 16 aprile 1920, Gardner rubò un autocarro postale presso San Diego, che trasportava una somma pari a 80000 $ in contanti. Fu arrestato tre giorni più tardi e il suo nome diventò molto popolare in California, come quello di Jesse James. Roy Gardner venne condannato a 25 anni di reclusione per rapina a mano armata, da scontarsi nel penitenziario federale dell'Isola di McNeil.
Il 5 giugno 1920, fu trasferito, in treno, nella prigione di Portland, Oregon. Sbirciando fuori dal finestrino del treno, Gardner gridò agli ufficiali che lo scortavano : "Guardate quel cervo!". Gli uomini in divisa guardarono, e Gardner ne approfittò per afferrare la pistola dell'ufficiale Haig. Disarmò poi il maresciallo Cavanaugh, lo ammanettò, rubando, nello stesso tempo, 200 $.
Scese dal treno, e si spostò in Canada. Ritornò negli Stati Uniti l'anno seguente, e diede inizio alla sua carriera di ladro di banche e treni postali. Il 19 maggio 1921, in California, nei pressi di Sacramento, assaltò un treno, legò l'impiegato del compartimento postale, rubando 187000 $.
La mattina successiva, Gardner prese d'assalto un altro treno dicendo all'impiegato delle poste, di consegnargli subito i soldi, altrimenti lo avrebbe ucciso. Quando il treno arrivò a Overland, il bandito buttò fuori dal treno tutti i sacchi postali, Gardner fu subito riconosciuto e all'impiegato fu data una ricompensa pari a 5000 $.
Gardner fu successivamente riconosciuto dal portiere di un albergo e da una scorta di polizia arrivata a Roseville mentre stava giocando d'azzardo. Tre agenti federali riuscirono a catturarlo, fu arrestato, e condannato ad altri 25 anni di prigionia, sempre sull'Isola di McNeil per rapina a mano armata.
Ancora una volta venne trasferito presso un'altra prigione. Durante il viaggio Gardner chiese di usare il bagno. Riuscì a sfilare ad un ufficiale una pistola calibro 32,  la puntò sugli agenti Mulhall e Rinkell ordinando ad un altro prigioniero di ammanettare i due poliziotti. Arrivò a Centralia, dove si coprì la faccia con alcune bende per nascondere la sua identità, lasciando una fenditura per gli occhi.
Giunto presso il Gertrude Howell Hotel, il titolare e l'ufficiale Lewis Sonney ritennero strano che un uomo potesse circolare bendato in quel modo, perciò, quando perquisirono la sua camera d'albergo e videro un'arma da fuoco, lo riconobbero quale  "Il Bandito Sorridente"
```
Fu nuovamente arrestato e riportato sull'Isola di McNeil.
```

### Fuga dall'Isola di McNeil
Dopo sei settimane al penitenziario Gardner aveva convinto due prigionieri, Lawardus Bogart ed Everett Impyn, a fuggire dal cortile del penitenziario durante una partita di baseball. Gardner, Bogart, ed Impyn scavalcarono i recinti di filo spinato, sui quali Gardner si ferì alla gamba sinistra, Bogart precipitò e si ferì ancor più gravemente ed Impyn fu colpito da un proiettile sparato da una guardia. Bogart affermò più tardi che probabilmente Gardner li aveva ingannati usandoli solo per coprirsi le spalle. Per molto tempo Gardner visse nel granaio della prigione, nutrendosi con latte di vacca e di frutta colta nei frutteti della prigione. Ritornò poi sul continente dove per molto tempo non fu più ritrovato.

### Ricattura ed imprigionamento ad Alcatraz

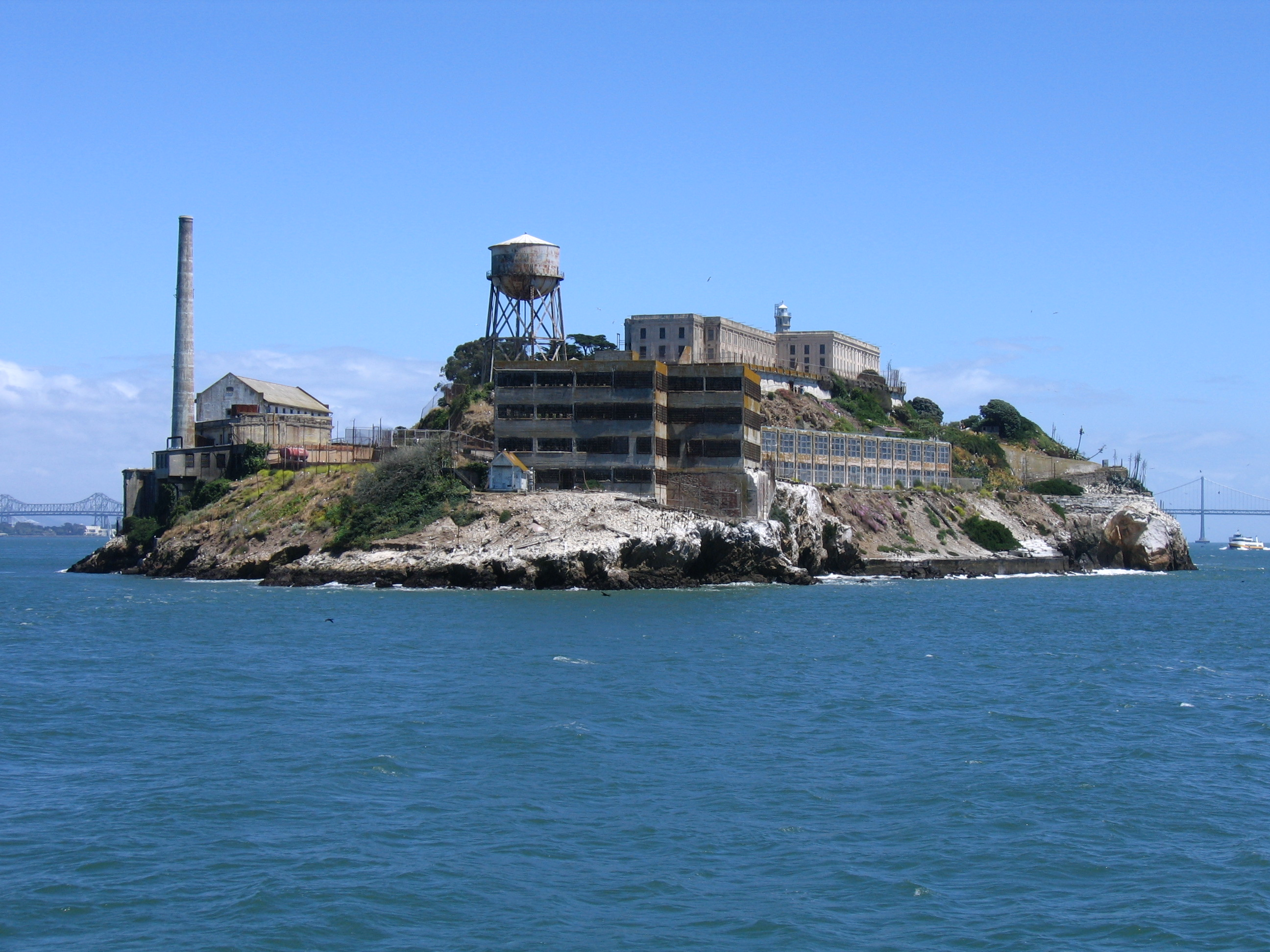
Il carcere di massima sicurezza di Alcatraz, nella baia di San Francisco.

Le prime segnalazioni della presenza di Gardner avvennero in Arizona, presso un ennesimo treno postale a Phoenix, nell'autunno 1921. Gardner fu condannato ad altri 25 anni di reclusione, prima al penitenziario di Leavenworth e poi ad Atlanta. Gardner era ormai noto come "Il Re Artista delle Fughe"; difatti, nel 1925, tentò di scavare un tunnel partendo dal pavimento della cella. L'anno seguente indusse una rivolta nella prigione per tentare una fuga mentre due guardie furono prese come ostaggi. Il tentativo fallì e Gardner fu posto in isolamento per venti mesi. Quando uscì, venne portato in un ospedale psichiatrico di Washington. Nel 1934 fu trasferito ad Alcatraz, accordandosi poi con la moglie per il divorzio. Con il detenuto Ralph Roe, Gardner progettò una nuova fuga che però decise di abbandonare. Gardner fu rilasciato nel 1938, per clemenza.

### Gli ultimi anni
Roy Gardner pubblicò la sua autobiografia "Hellcatraz", un libro sensazionale, che non solo contiene descrizioni della sua vita, ma anche informazioni inedite su criminali eccellenti quali Al Capone. L'ex-carcerato si assicurò un lavoro come commesso cinematografico e panettiere. Il film del 1939, Io rubai un milione, fu dedicato alla sua vita. Nel 1940, la polizia ritrovò Gardner morto all'età di 56 anni, probabilmente a seguito di un suicidio, dovuto all'aspirazione di fumi di cianuro e benzina velenosa. 
In seguito, il corpo di Gardner venne cremato.